# Марущак, Марьян Осипович
Марьян Осипович Марущак (укр. Мар'ян Осипович Марущак; 10 мая 1979, Дрогобыч, Украинская ССР, СССР) — украинский футболист, вратарь.

## Биография
Воспитанник львовского футбола (ЛУФК). Первый тренер — Ярослав Луцышин.
Начал профессионально карьеру в футбольном клубе «Львов» — в Первой лиге дебютировал в 1996 году, когда ему только исполнилось 17 лет. Постепенно стал основным голкипером клуба и в сезоне 1999/00 перешёл в «Динамо» (Киев). Конечно, конкуренцию Александру Шовковскому юноша составить не мог, он играл за вторую команду «Динамо». Вскоре в «Динамо-2» он уступил место в воротах Рустаму Худжамова. Был запасным голкипером в «Закарпатье», «Оболони», «Кривбассе» и «Ворскле».
В сезонах 2004/05 и 2005/06 играл в перволиговской команде ЦСКА (Киев). Во второй половине первенства 2006/07 вернулся в ФК «Львов».
Марущак провёл 6 игр за молодёжную сборную Украины в 2000 году.